# 化学哲学
化学哲学是关注化学的科学方法论和假设。研究者包括哲学家、化学家和由两方结合的团队。其大部分历史都是被物理哲学所涵蓋，但是有化学产生哲学问题自20世纪后半叶便引发了越来越多的关注。

## 研究内容
化学哲学的研究内容十分广泛，主要包括：
（1）探讨化学研究的对象、特点、地位和作用；
（2）揭示化学科学发展的规律性和预见化学发展的方向和趋势；
（3）阐发物质化学运动本身的辩证内容；
（4）讨论化学研究中的方法论和认识论问题；
（5）分析化学成果及化学家所做贡献的哲学意义和现实意义；
（6）研究化学和哲学的辩证关系及其对化学、哲学发展的作用等。
化学哲学的研究，对于全面阐发辩证唯物主义自然观、科学观及方法论，对于化学科学的学科发展及教学都有十分重要的理论意义和现实意义。总体看来，化学哲学还处于萌芽阶段，它的内容、结构、体系均未定形，随着当代化学科学的飞跃进步以及人类对自然界特别是对化学运动认识的深入，化学哲学还会有新的发展。

## 化学的基础
当试图定义何为化学和它所研究的领域时，许多重大的哲学问题便引发了。原子和分子通常被认定为化学理论的基础研究单位，但是分子结构和化学键的传统表述却不能解释很多物质的性质，包括金属、金属配合物和芳香性
此外，化学家经常使用其实根本不存在的化学概念，比如共振结构，来解释分子结构，以及不同物质间的反应。这些解释性的工具利用语言和模拟图示来描述化学物质和化学反应，然而实际中它们并非如此。
一些化学家和化学哲学家倾向于认为物质，而非微观结构，是化学研究的基本单位。这两种分类方法见并不总存在一一对应，例如，许多岩石宏观上看上去相同。但微观上它们虽以金属配合物的形式存在，包含多种离子，但这些离子并不以固定的比例和空间关系出现。
一个与之相关的哲学问题就是，化学是研究物质，还是研究反应的科学。即使是固体，其中的原子也在不停的运动之中，在合适的条件下，许多化学物质可以同时反应生成新物质。多种坏境因素影响物质的性质，包括温度、压力、分子间距离和磁场的存在。“物质论的哲学家将化学反应定义为特定物质的变化，而过程论的哲学家则用它的特定的化学反应定义物质。”
化学哲学家从本质上讨论对称性和手性的问题。有机分子是最常具有手性的。氨基酸、核酸和糖类，在有机体中仅找到单一对映异构体，都是生命的基本化学单位。化学家、生物化学家和生物学家都在讨论同手性的起源。哲学家们讨论这种现象的起源，即它是否在外消旋混合物中偶然产生，或者其他过程也起到了作用。也有观点认为，答案只能到地外生命中寻找比较，假如我们可以发现的话。其他的哲学家则探问是否存在一种偏爱，即假定自然是对称的，因而导致抵抗任何相反的证据。
另外一个最具争议的话题即是在何种程度上，物理，特别是量子力学，可以解释化学现象，化学能否被化约为物理。有些作者，如罗德·霍夫曼（Roald Hoffmann）近来认为化约主义在芳香性、pH、反应性、亲核性等问题上存在困难。科学哲学家卡尔·波普尔，与其他人一道，也曾预测这一点。

## 化学哲学家
近年来，多位哲学家和科学家都关注于化学哲学，最著名的包括荷兰哲学家柯雳平（Jaap van Brakel），在2000年完成了《化学哲学》（The Philosophy of Chemistry）一书，以及马耳他化学-哲学家埃里克·塞利（Eric Scerri），《化学基础》（Foundations of Chemistry）的编辑和《价值的和描述的科学哲学，以及化学在化学哲学中的地位》（Normative and Descriptive Philosophy of Science and the Role of Chemistry in Philosophy of Chemistry）一文的作者。塞利对于元素周期表的哲学基础很有兴趣，以及化学和物理如何相互交叉。而这，他认为不只关乎科学，更关乎哲学
虽然在其他科学领域中，方法的研究者往往不参与该领域的实践，在化学（特别是有机合成化学）中，往往是活跃的研究者在探索哲学话题。伊莱亚斯·詹姆斯·科里发明了逆合成分析法，写著《化学合成的逻辑》（The Logic of Chemical Synthesis）一书，解构了这种思想过程，并考察计算机辅助合成。其他化学家，如K.C.尼科拉奥（K.C.Nicolaou）也在这方面有所著述。

## 延伸阅读

### 文章
- 化学哲学到底是研究什么的科学 （页面存档备份，存于）
- 化学发展与化学哲学
- Philosophy of Chemistry （页面存档备份，存于）（英文），斯坦福哲学百科词条

### 书籍
- Philosophy of Chemistry《化学哲学》, J. van Brakel, Leuven University Press, 2000. ISBN 90-5867-063-5
- Philosophy of Chemistry : Synthesis of a New Discipline《化学哲学：合成的新学科》, Davis Baird, Eric Scerri, Lee McIntyre (eds.), Dordrecht: Springer, 2006. ISBN 1-4020-3256-0
- The Periodic Table: Its Story and Its Significance《元素周期表：它的故事和意义》, E.R. Scerri, Oxford University Press, New York, 2006. ISBN 0-19-530573-6